# 皮亞薩湖 (伊利諾伊州)
皮亞薩（英語：Lake Piasa）是位於美國伊利諾伊州澤西縣的一個非建制地區。該地的面積和人口皆未知。

## 地理
皮亞薩的座標為39°01′22″N 90°11′26″W / 39.02278°N 90.19056°W，而該地的平均海拔高度為189米（即620英尺）。